# Fábrica en calle Sant Vicent Ferrer 12 de Alcoy
La fábrica en la calle Sant Vicent Ferrer 12, situada en la ciudad de Alcoy (Alicante), España, es un edificio de estilo modernista valenciano construido en el año 1915, que fue proyectado por el arquitecto Timoteo Briet Montaud.

## Descripción
El edificio fue realizado por el arquitecto contestano Timoteo Briet Montaud en 1915 para su uso como fábrica y vivienda. La construcción, de reducidas dimensiones, consta de planta baja y una única altura.
Posee una decoración austera y funcional, propia del uso para el que fue edificada. Destaca la elaboración en piedra de parte de la fachada, la sencilla ornamentación modernista de tipo geométrico de la puerta y el ventanal de la planta baja y de las ventanas de la primera altura. La combinación del color verde con la piedra de la fachada resalta el conjunto.